# Route nationale 24 (Burkina Faso)
Pour les articles homonymes, voir Route nationale 24.
La route nationale 24 (RN 24) est une route du Burkina Faso allant de Dori à Sebba dans le nord-est du pays. Entièrement en latérite, sa longueur totale est de 90 km.

## Historique
Le tracé de la route nationale 24 reprend en partie celui de l'ancienne route régionale 7 et s'étend sur environ 90 km. À Sebba, la route a été aménagée et prolongée d'une douzaine de quelques kilomètres en direction du sud-ouest vers Solhan.

## Tracé
- Dori
  - Bellaré
  - Sampelga
  - Dioungodio
  - Ouro-Aladji
  - Diamona
  - Diogora
- Sebba
  - Gontouré
- Solhan